# Catalina Podiebrad
Catalina Podiebrad (en checo, Kateřina z Poděbrad; en húngaro, Podjebrád Katalin; Praga, 11 de noviembre de 1449-Buda, 8 de marzo de 1464) fue reina consorte de Hungría, segunda esposa del rey Matías Corvino de Hungría. Era hija de Jorge de Podiebrad de Bohemia.

## Biografía
En 1457, el noble Ladislao Hunyadi, hijo del fallecido regente de Hungría, Juan Hunyadi, se vio implicado en el asesinato del conde Ulrico II de Celje, familiar y protector del rey Ladislao V de Hungría y también de Bohemia, en la ciudad de Belgrado. Luego de llegar a su corte en Buda y rodearse de sus aliados, el joven rey hizo arrestar a Ladislao Hunyadi y lo ejecutó públicamente. En esa misma serie de sucesos el rey Ladislao también había hecho arrestar a Matías Corvino, el hermano menor del noble ejecutado y único heredero de las propiedades de la Liga Hunyadi.
Tras la ejecución, la nobleza húngara encabezada por el conde Miguel Szilágyi, tío de Ladislao Hunyadi, se rebeló y estalló una guerra civil contra el joven rey. Considerando que ya no era seguro permanecer en el Reino de Hungría, el monarca se dirigió a la corte en Praga, llevándose consigo a Matías, donde se hallaba el noble Jorge de Podiebrad, quien actuaba como regente de Bohemia en ausencia de Ladislao el Póstumo.
Al poco tiempo murió Ladislao y ambos tronos quedaron vacantes. En Hungría, el conde Szilágyi forzó a los otros nobles a escoger como rey al joven Matías Corvino, pues su padre, Juan Hunyadi, había sido regente del reino y uno de los comandantes militares más famosos. De esta manera se procedió a acordar la liberación de Matías con Jorge de Podiebrad, quien luego de la muerte de Ladislao el Póstumo aún lo mantenía cautivo en su palacio en Praga.
Cuando se acordó su liberación, una de las condiciones fue que Matías tomaría como esposa a Catalina Podiebrad, hija de Jorge. El matrimonio se celebró el 1 de mayo de 1461 en la ciudad de Buda. La joven reina de solo 15 años de edad dio a luz a un hijo; el recién nacido no vivió mucho, y al poco tiempo la propia Catalina cayó severamente enferma y falleció el 8 de marzo de 1464 por fiebre puerperal.
Fue enterrada en la iglesia de San Segismundo en la ciudad de Buda. Actualmente solo quedan ruinas de la iglesia (en la plaza Szent György del Palacio de Buda), y puede verse una placa conmemorativa que señala que en dicha edificación llegó a estar enterrada Catalina.
Años después, el rey viudo Matías se casó por tercera vez con Beatriz de Nápoles en 1476. Tampoco tuvo hijos con ella.
| Predecesor: Isabel de Luxemburgo | Reina consorte de Hungría 1 de mayo de 1461-8 de marzo de 1464 | Sucesor: Beatriz de Nápoles |